# Germán Garcia Isaza
Germán Garcia Isaza CM (ur. 2 września 1936 w Manizales, zm. 11 października 2006 w Medellín) – kolumbijski duchowny katolicki, biskup Apartadó w latach 2002-2006.

## Życiorys
Wstąpił do seminarium lazarystów w Bogocie i w tymże zgromadzeniu złożył profesję wieczystą 19 lipca 1955. Święcenia kapłańskie przyjął 11 lutego 1962. Był m.in. nauczycielem w niższych seminariach w Garzón i Ibagué, a także wikariuszem ds. duszpasterkich w prefekturze apostolskiej Tierradentro. 21 lipca 1977 został mianowany przez papieża Pawła VI zwierzchnikiem tejże prefektury.

### Episkopat
18 czerwca 1988 papież Jan Paweł II mianował go biskupem Caldas. Sakry biskupiej udzielił mu 3 sierpnia tegoż roku ówczesny nuncjusz apostolski w Kolumbii, abp Angelo Acerbi.
1 marca 2002 został prekonizowany biskupem Apartadó.
Zmarł na raka 11 października 2006 w szpitalu w Medellín.